# Miss Kirguistán
Miss Kirguistán (en kirguís: Мисс Кыргызстан, romanizado: Miss Kırgızstan) es un concurso de belleza nacional en Kirguistán. Se encarga de seleccionar a las representantes del país para los concursos Miss Universo, Miss Mundo y Miss Tierra.

## Ganadoras
Miss Universo Kirguistán
     Miss Mundo Kirguistán
     Miss Internacional Kirguistán
     Miss Tierra Kirguistán
| Año  | Miss Kirguistán        | Nombre en kirguís      | Región     |
| ---- | ---------------------- | ---------------------- | ---------- |
| 2011 | Nazira Nurzhanova      | Назира Нуржанова       | Biskek     |
| 2012 | Diana Оvganova         | Диана Овганова         | Batken     |
| 2013 | Zhibek Nukeeva †       | Жибек Нукеева          | Talas      |
| 2014 | Aykol Alikjanovna      | Айкөл Аликжанова       | Jalal-Abad |
| 2015 | Tattybubu Samidin Kyzy | Таттыбүбү Самидин кызы | Osh        |
| 2016 | Perizat Rasulbek Kyzy  | Перизат Расулбек кызы  | Osh        |
| 2017 | Begimay Karybekova     | Бегимай Карыбекова     | Naryn      |
| 2018 | Elmara Buranbaeva      | Элмара Буранбаева      | Jalal-Abad |
| 2019 | Aizhan Chanacheva      | Айжан Чаначева         | Naryn      |
| 2020 | Lazat Nurkozhoeva      | Лазат Нуркожоева       | Biskek     |
| 2021 | Altynai Botoyarova     | Алтынай Ботоярова      | Biskek     |
| 2022 | Diami Almazbekova      | Дями Алмазбекова       | Biskek     |

| Año  | Miss Kirguistán          | Nombre en kirguís  | Región | Miss Universo Kirguistán | Nombre en kirguís | Región | Miss Tierra Kirguistán | Nombre en kirguís  | Región |
| ---- | ------------------------ | ------------------ | ------ | ------------------------ | ----------------- | ------ | ---------------------- | ------------------ | ------ |
| 2023 | Akylai Kalberdieva       | Акылай Калбердиева | Biskek | Maya Turdalieva          | Майя Турдалиева   | Biskek | Aiperi Keneshbekova    | Айпери Кеңешбекова | Biskek |
| Año  | Miss Universo Kirguistán | Nombre en kirguís  | Región | Miss Mundo Kirguistán    | Nombre en kirguís | Región | Miss Tierra Kirguistán | Nombre en kirguís  | Región |
| 2024 | Mary Kuvakova            | Мери Кувакова      | Biskek | Ariet Sanzharova         | Ариет Санжарова   | Biskek | Aiperi Nurbekova       | Айпери Нурбекова   | Biskek |

## Representación internacional

### Miss Universo Kirguistán
: Declarada como ganadora
     : Terminó como finalista
     : Terminó como una de las semifinalistas o cuartofinalistas
     : Terminó como ganadora de premios especiales
| Año  | Provincia                                                                   | Miss Universo Kirguistán                                                    | Nombre en kirguís                                                           | Posición en Miss Universo                                                   | Premios especiales                                                          | Notas |
| ---- | --------------------------------------------------------------------------- | --------------------------------------------------------------------------- | --------------------------------------------------------------------------- | --------------------------------------------------------------------------- | --------------------------------------------------------------------------- | --- |
| 2025 | Bishkek                                                                     | Mary Kuvakova                                                               | Мери Кувакова                                                               | Por competir                                                                | Por competir                                                                | Por competir |
| 2024 | Chuy                                                                        | Maya Turdalieva                                                             | Майя Турдалиева                                                             | No clasificó                                                                |                                                                             | |
| 2023 | Chuy                                                                        | Akylai Kalberdieva                                                          | Акылай Калбердиева                                                          | No compitió                                                                 | No compitió                                                                 | Kalberdieva se retiró por motivos desconocidos. |
| 2023 | Chuy                                                                        | Diami Almazbekova                                                           | Дями Алмазбекова                                                            | No compitió                                                                 | No compitió                                                                 | Almazbekova decidió retirarse por falta de preparación y patrocinio. |
| 2022 | Chuy                                                                        | Altynai Botoyarova                                                          | Алтынай Ботоярова                                                           | No clasificó                                                                |                                                                             | |
| 2021 | Chuy                                                                        | Lazat Nurkozhoeva                                                           | Лазат Нуркожоева                                                            | No compitió                                                                 | No compitió                                                                 | Miss Universo 2021 se llevó a cabo en Israel, debido a las negativas relaciones diplomáticas entre ambos países, Kirguistán tomó la decisión de retirarse de la competencia.                                                                                  |
| 2020 | Debido al impacto de la pandemia de COVID-19, no hubo representante en 2020 | Debido al impacto de la pandemia de COVID-19, no hubo representante en 2020 | Debido al impacto de la pandemia de COVID-19, no hubo representante en 2020 | Debido al impacto de la pandemia de COVID-19, no hubo representante en 2020 | Debido al impacto de la pandemia de COVID-19, no hubo representante en 2020 | Debido al impacto de la pandemia de COVID-19, no hubo representante en 2020 |
| 2019 | Jalal-Abad                                                                  | Elmara Buranbaeva                                                           | Элмара Буранбаева                                                           | No compitió                                                                 | No compitió                                                                 | No compitió debido a la falta de apoyo financiero. |
| 2018 | Naryn                                                                       | Begimay Karybekova                                                          | Бегимай Карыбекова                                                          | No clasificó                                                                |                                                                             | Karybekova estaba inicialmente programada para competir en Miss Mundo 2017 ya que fue coronada «Miss Mundo Kirguistán» en la final nacional, pero no participó en la competencia debido a que no recibió a tiempo su visa para China, la sede del Miss Mundo. |

### Miss Mundo Kirguistán
: Declarada como ganadora
     : Terminó como finalista
     : Terminó como una de las semifinalistas o cuartofinalistas
     : Terminó como ganadora de premios especiales
La Organización Miss Kirguistán decidió retirarse del Miss Mundo en 2017. En 2019, la representante de Kirguistán venía de la agencia Miss Mundo Kirguistán. Esta no tiene relación con la Organización Miss Kirguistán. En 2024, el concurso recuperó la licencia del Miss Mundo, pero al año siguiente, una organización también llamada Miss Kirguistán obtuvo la licencia de Miss Mundo.
| Año                           | Provincia | Miss Mundo Kirguistán | Nombre en kirguís | Posición en Miss Mundo | Premios especiales | Notas |
| ----------------------------- | --- | --- | --- | --- | --- | --- |
| 2025                          | Biskek | Aijan Chanacheva | Айжан Чаначева | Por competir | Por competir | |
| 2025                          | Biskek | Ariet Sanzharova | Ариет Санжарова | No compitió | No compitió | No compitió |
| 2023                          | No compitió | No compitió | No compitió | No compitió | No compitió | No compitió |
| 2022                          | Miss Mundo 2021 se reprogramó para el 16 de marzo de 2022 debido al brote de pandemia de COVID-19 en Puerto Rico, no comenzó ninguna edición en 2022 | Miss Mundo 2021 se reprogramó para el 16 de marzo de 2022 debido al brote de pandemia de COVID-19 en Puerto Rico, no comenzó ninguna edición en 2022 | Miss Mundo 2021 se reprogramó para el 16 de marzo de 2022 debido al brote de pandemia de COVID-19 en Puerto Rico, no comenzó ninguna edición en 2022 | Miss Mundo 2021 se reprogramó para el 16 de marzo de 2022 debido al brote de pandemia de COVID-19 en Puerto Rico, no comenzó ninguna edición en 2022 | Miss Mundo 2021 se reprogramó para el 16 de marzo de 2022 debido al brote de pandemia de COVID-19 en Puerto Rico, no comenzó ninguna edición en 2022 | Miss Mundo 2021 se reprogramó para el 16 de marzo de 2022 debido al brote de pandemia de COVID-19 en Puerto Rico, no comenzó ninguna edición en 2022 |
| 2021                          | Osh | Alina Omorova | Алина Оморова | No compitió | No compitió | No compitió |
| 2020                          | Debido al impacto de la pandemia de COVID-19, no hubo concurso en 2020                                                                               | Debido al impacto de la pandemia de COVID-19, no hubo concurso en 2020                                                                               | Debido al impacto de la pandemia de COVID-19, no hubo concurso en 2020                                                                               | Debido al impacto de la pandemia de COVID-19, no hubo concurso en 2020                                                                               | Debido al impacto de la pandemia de COVID-19, no hubo concurso en 2020                                                                               | Debido al impacto de la pandemia de COVID-19, no hubo concurso en 2020                                                                               |
| 2019                          | Bishkek | Ekaterina Zabolotnova | Екатерина Заболотнова | No clasificó | | |
| No compitió entre 2017 y 2018 | | | | | | |
| 2016                          | Osh | Perizat Rasulbek Kyzy | Перизат Расулбек кызы | No clasificó | | |
| 2015                          | Osh | Tattybubu Samidin Kyzy | Таттыбүбү кызы | No clasificó | | |
| 2014                          | Jalal-Abad | Aykol Alykzhanova | Айкөл Аликжанова | No clasificó | | |
| 2013                          | Talas | Zhibek Nukeeva | Жибек Nukeeva | No clasificó | - People's Choice (Top 20) | |
| 2012                          | No compitió | No compitió | No compitió | No compitió | No compitió | No compitió |
| 2011                          | Biskek | Nazira Nurzhanova | Назира Нуржанова | No clasificó | | |

### Miss Tierra Kirguistán
: Declarada como ganadora
     : Terminó como finalista
     : Terminó como una de las semifinalistas o cuartofinalistas
     : Terminó como ganadora de premios especiales
| Año                           | Provincia | Miss Tierra Kirguistán | Nombre en kirguís     | Posición en Miss Tierra | Premios especiales     | Notas        |
| ----------------------------- | --------- | ---------------------- | --------------------- | ----------------------- | ---------------------- | ------------ |
| 2024                          | Biskek    | Aiperi Nurbekova       | Айпери Нурбекова      | Por competir            | Por competir           | Por competir |
| 2023                          | Biskek    | Aiperi Keneshbekova    | Айпери Кеңешбекова    | No compitió             | No compitió            | No compitió  |
| 2022                          | Naryn     | Aizhan Chanacheva      | Айжан Чаначева        | No clasificó            | - Miss Simpatía        |              |
| 2021                          | Biskek    | Ekaterina Zabolotnova  | Екатерина Заболотнова | No clasificó            |                        |              |
| No compitió entre 2018 y 2020 |           |                        |                       |                         |                        |              |
| 2017                          | Biskek    | Begimai Nazarova       | Бегимай Назарова      | No clasificó            |                        |              |
| 2016                          | Biskek    | Begim Almasbekova      | Бегим Алмасбекова     | No clasificó            | - Mejor Traje Nacional |              |

## Franquicias anteriores

### Miss Internacional Kirguistán
: Declarada como ganadora
     : Terminó como finalista
     : Terminó como una de las semifinalistas o cuartofinalistas
     : Terminó como ganadora de premios especiales
| Año                   | Provincia   | Miss Internacional Kirguistán | Nombre en kirguís   | Posición en Miss Internacional | Premios especiales | Notas       |
| --------------------- | ----------- | ----------------------------- | ------------------- | ------------------------------ | ------------------ | ----------- |
| No compite desde 2014 |             |                               |                     |                                |                    |             |
| 2013                  | Biskek      | Meerim Erkinbaeva             | Мээрим Эркинбаева   | No clasificó                   |                    |             |
| 2012                  | No compitió | No compitió                   | No compitió         | No compitió                    | No compitió        | No compitió |
| 2011                  | Biskek      | Asel Samakova                 | Асель Самакова      | No clasificó                   |                    |             |
| 2010                  | No compitió | No compitió                   | No compitió         | No compitió                    | No compitió        | No compitió |
| 2009                  | Biskek      | Altynai Ismankulova           | Алтынай Исманкулова | No clasificó                   |                    |             |